# Мнікув (Нижньосілезьке воєводство)
Мнікув (пол. Mników) — село в Польщі, у гміні Пшеворно Стшелінського повіту Нижньосілезького воєводства.
Населення — 41 особа (2011).
У 1975-1998 роках село належало до Валбжиського воєводства.

## Демографія
Демографічна структура станом на 31 березня 2011 року:
|          | Загалом | Допрацездатний вік | Працездатний вік | Постпрацездатний вік |
| -------- | ------- | ------------------ | ---------------- | -------------------- |
| Чоловіки | 18      | 4                  | 10               | 4                    |
| Жінки    | 23      | 3                  | 10               | 10                   |
| Разом    | 41      | 7                  | 20               | 14                   |